# Mitchell Donald
Mitchell Donald (ur. 10 grudnia 1988 w Amsterdamie) – holenderski piłkarz, surinamskiego pochodzenia grający na pozycji pomocnika.

## Kariera
Swoją amatorską karierę zaczynał w FC Bijlmer i Zeeburgia. Do Ajaksu przeszedł w lutym 2007 roku. Od sezonu 2006/07 do 2010/11 rozegrał 8 meczów i strzelił 1 gola dla Ajaksu. Zadebiutował w meczu Pucharu UEFA przeciwko drużynie z Niemiec Werder Brema. W 2010 roku był wypożyczony do zespołu Willem II Tilburg. W latach 2011–2014 grał w Rodzie JC Kerkrade, a latem 2014 trafił do Mordowiji Sarańsk. W 2015 roku wypożyczono go do serbskiego klubu FK Crvena zvezda, a w 2016 podpisał kontrakt z tym klubem i grał w nim do 2018.